# 아직은 말 못해
《아직은 말 못해》는 조선민주주의인민공화국의 노래이다.

## 개요
광부와 그 애인의 사랑을 노래한 이 노래는 1993년에 작곡가인 리종오가 만들었다. 처음에 보천보전자악단의 배우 조금화가 노래했으며, 은하수관현악단에서도 편곡했다.